# Войнишки паметник (Расник)
Войнишкият паметник в село Расник, област Перник е издигнат в памет на загиналите в Балканската, Междусъюзническата, Първата и Втората световни войни.
Изграден е от гранит, с височина 5 m. На четирите страни на паметника са направени постаменти, върху които са поставени снарядни гилзи. Върху паметника е монтиран Кръст за храброст. Открит е през 1932 г. и е осветен от владика Софроний. По-късно са изградени два по-малки паметника, от двете му страни, които са посветени на загиналите във Втората световна война. Те са от варовик с височина 2 m.

## Списък на загиналите
На паметника са изписани имената на загиналите във войните.
- Младши подофицер Димитър Апостолов
- Редник Евлоги Николов
- Редник Максим Дамянов
- Редник Георги Атанасов
- Редник Захари Иванов
- Редник Георги Андреев
- Редник Лазар Иванов
- Редник Васил Раденков
- Редник Симе Господинов
- Редник Борис Андонов
- Редник Павел Петров
- Редник Никола Георгиев
- Редник Стоил Тодоров
- Редник Арсо Николов
- Редник Коста Гьорев
- Редник Иван Дамянов
- Редник Павел Ковачев